# فيكتوريا باشكيت
فيكتوريا باشكيت (بالإنجليزية: Viktoria Baškite)‏ (من مواليد 6 أغسطس 1985 في تالين) وهي لاعبة شطرنج دولية من إستونيا.

## ممارستها للشطرنج
تخرجت فيكتوريا باشكيت من مدرسة تالين للشطرنج. كان أول مدرب لها في هذه اللعبة هو سيد الشطرنج الإستوني إييفو نيي. من عام 2000 إلى عام 2003 ، فازت فيكتوريا باشكيت بأربع مرات في بطولة استون جونيور للشطرنج. من عام 1995 إلى عام 2003 ، شاركت في بطولة الشطرنج الأوروبية للشباب وبطولة الشطرنج العالمية للشباب في مختلف الفئات العمرية. أفضل نتيجة لها كان المركز التاسع في بطولة الشطرنج الأوروبية للشباب في المجموعة تحت 18 سنة (2002). في عامي 2003 و 2004 ، فازت ببطولة الشطرنج المفتوحة السويدية للناشئين. في عام 2004 ، تم اختيارفيكتوريا باشكيت أفضل لاعبة شطرنج شابة في إستونيا.
فازت ببطولة الشطرنج الإستونية النسائية بالميدالية الذهبية عام (2000) ، وبالميدالية الفضية لعامي (2001 ، 2006) و 3 ميداليات برونزية (2002 ، 2003 ، 2005). في عام 2001 فازت فيكتوريا باشكيت ببطولة الشطرنج السريع في إستونيا.

## نتائجها في لعبة الشطرنج
لعبت فيكتوريا باشكيت لصالح إستونيا في أولمبياد الشطرنج:
- عام 2000 حصلت على المركز الأول في أولمبياد الشطرنج 2000 في إسطنبول (+1 −2 =3);
- عما 2002، حصلت على المركز الثالث في أولمبياد الشطرنج 2002 في بليد (+4 −6 =2);
- عام 2004، حصلت على المركز الأول في أولمبياد الشطرنج 2004 في كالفيا (+3 −4 =7);
- في 2006، حصلت على المركز الثاني في أولمبياد الشطرنج 2006 في تورينو (+7 −1 =3);
- في 2008، حصلت على المركز الثالث في أولمبياد الشطرنج 2008 في درسدن (+6 −2 =2).

لعبت فيكتوريا باشكيت لصالح إستونيا في بطولة الشطرنج الأوروبية:
- في 2007، حصلت على المركز الرابع في كاندية (+4 −1 =3).

## حياتها الشخصية
في عام 2003 تخرجت فيكتوريا باشكيت من صالة الألعاب الرياضية الروسية في لازنامي. وفي عام 2005 تخرجت فيكتوريا باشكيتي من جامعة تالين للتكنولوجيا في كلية الهندسة مع درجة البكالوريوس ، وفي عام 2008 حصلت على درجة الماجستير.

## وصلات خارجية
- فيكتوريا باشكيت على موقع الاتحاد الدولي للشطرنج (الإنجليزية)
- فيكتوريا باشكيت على موقع مباريات الشطرنج (الإنجليزية)
- فيكتوريا باشكيت على موقع 365Chess.com (الإنجليزية)
- فيكتوريا باشكيت على موقع Chesstempo.com (الإنجليزية)
- فيكتوريا باشكيت سجل أولمبياد الشطرنج للسيدات على موقع OlimpBase.org (الإنجليزية)
- Viktoria Baškite، مؤرشف من الأصل في 2016-03-04 player profile at 365chess.com